# Nicolás de Ovando

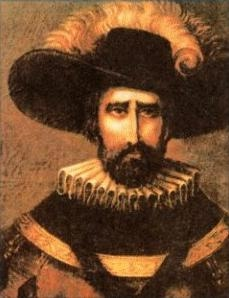
Nicolás de Ovando

Nicolás de Ovando i Càceres (Brozas (Cáceres), 1460 fou fill del capità Diego Fernández de Càceres i Ovando i de la seva primera dona Isabel Flores de las Varetas, Dama de la reina Isabel I de Castella, i mor el 29 de maig de 1511. Va ser governador i administrador colonial de la Hispaniola, des de 1502-1509, succeint en el càrrec a Francisco de Bobadilla.

## Expedició a la Hispaniola
El 13 de febrer de 1502 va sortir d'Espanya amb 30 embarcacions, sent aleshores la flota mercant més gran amb destinació cap al continent americà. L'expedició estava formada per un total de 2.500 colonitzadors.
El pla d'Ovando, traçat pels Reis Catòlics era desenvolupar tant l'economia bàsica de la Hispaniola, com també establir les estructures polítiques, socials, religioses i administratives de la colònia.
Al costat d'ell també va viatjar Francisco Pizarro, qui més tard exploraria la regió oest d'Amèrica del Sud i conquistaria l'Imperi Inca. Així mateix, en una altra embarcació d'aquest viatge, estava el religiós Bartomeu Casas o Casaus, més tard conegut com "El Protector dels Indis".

## Administració

Escut de Nicolás de Ovando

Quan Ovando va arribar a la Hispaniola l'any 1502, va trobar als nadius en un estat de revolta. Va esclafar-la sense pietat a través d'una sèrie de campanyes sagnants. El govern d'Ovando va ser d'una gran crueltat cap als indis. Quan els espanyols van arribar el 1492, la població indígena es va estimar en uns 500.000. Segons un cens realitzat en 1507, la població indígena s'havia reduït a 60.000 habitants.
Ovando va fundar diverses ciutats a la Hispaniola i també va desenvolupar la indústria minera, va introduir el cultiu de la canya de sucre amb les plantes importades de les Illes Canàries, i posar en marxa les expedicions de descobriment. La Corona espanyola no només estava interessada en l'ús dels natius per ajudar a proporcionar aliments, sinó també volien explotar mà d'obra indígena per extreure l'or de les mines properes.
Ovando va ordenar la primera importació d'esclaus d'ascendència africana (ladins) a les Amèriques. La majoria dels esclaus van ser enviats a treballar en els camps de canya de sucre.
Ovando va ser cridat a Espanya el 1509 pel rei Ferran. Va ser succeït per Diego Colom, però se li va permetre retenir la possessió de tots els seus béns.
Va morir el 29 maig de 1518 a Madrid, Espanya.